# Австрийски футболен съюз
Австрийският футболен съюз (на немски: Der Österreichische Fußballbund, Дер Йостерайхише Фусбалбунд) е основната футболна организация на Австрия. Той е член на ФИФА от 1905 г. и на УЕФА от 1954 г. Седалището на съюза се намира във Виена.
През 2004 г. в съюза са записани 285 000 играчи (мъже и жени) от 2309 отбора. Това прави асоциацията най-голямата спортна организация в Австрия. Футболът има големи традиции в Австрия и е най-предпочитаният спорт в страната.